# Kozice (powiat gostyniński)
Kozice – wieś w Polsce położona w województwie mazowieckim, w powiecie gostynińskim, w gminie Gostynin.
Wieś królewska  położona była w drugiej połowie XVI wieku w powiecie gostynińskim ziemi gostynińskiej województwa rawskiego. Za II RP siedziba wiejskiej gminy Rataje. W latach 1954–1959 wieś należała i była siedzibą władz gromady Kozice, po jej zniesieniu w gromadzie Solec. W latach 1975–1998 miejscowość należała administracyjnie do województwa płockiego.
Urodził się tu Eugeniusz Stanisław Chyliński – oficer Polskich Sił Zbrojne na Zachodzie i Armii Krajowej, porucznik piechoty, cichociemny.
W okresie II wojny światowej miejscowość nosiła niemiecką nazwę Kositz.